# Pjotr Olegowitsch Tolstoi

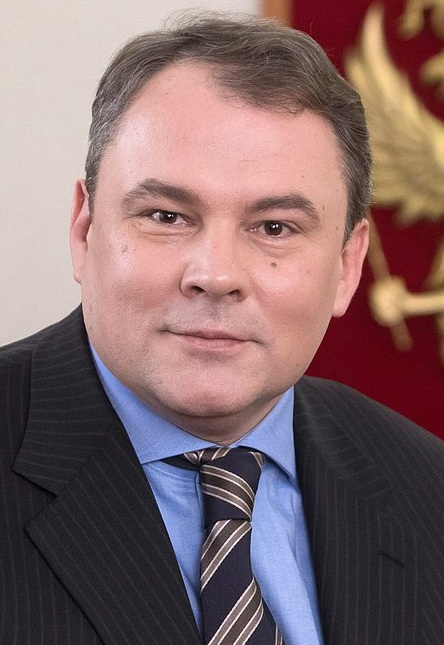
Pjotr Tolstoi, 2018

Pjotr Olegowitsch Tolstoi (russisch Пётр Олегович Толстой; * 20. Juni 1969 in Moskau) ist ein russischer Journalist, Schauspieler und Politiker (Einiges Russland).

## Werdegang
Pjotr Tolstoi, ein Urenkel von Leo Tolstoi, wurde in Moskau geboren und ist dort auch aufgewachsen. Von 2009 bis 2016 war er Vorsitzender für soziale und politische Themen im Programmausschuss beim Ersten Kanal, einem populären und halbstaatlichen Fernsehsender in Moskau.
Er ist Mitglied der Gesellschaftlichen Kammer der Russischen Föderation. Im September 2016 wurde er für das Moskauer Stadtviertel Ljublino und der Partei Einiges Russland in die Duma gewählt. Dort wurde er zum stellvertretenden Vorsitzenden gewählt. Diese Funktion nahm er vom 28. Januar 2020 bis zum Ausscheiden Russlands im März 2022 auch in der Parlamentarischen Versammlung des Europarates in Straßburg ein.
Tolstoi ist verheiratet und Vater eines Kindes.

## Kontroverse
Tolstoi wird in Zusammenhang mit seiner Tätigkeit beim Ersten Kanal genereller Antisemitismus, mangelnde Neutralität und wenig reflektierte Distanz zu Präsident Wladimir Putin vorgeworfen.
Tolstoi sorgt immer wieder mit seinen provokativen und martialischen Äußerungen für Aufsehen. So stellte er im Januar 2022 er die territoriale Integrität und Unabhängigkeit Finnlands und der baltischen Staaten in Frage. Er war einer der leidenschaftlichen Befürworter des russischen Überfall auf die Ukraine im Februar 2022. Als Reaktion auf die Beschädigung der Krim-Brücke infolge der Explosion im Oktober 2022 verlangte Tolstoi, die Ukraine solle "ins 18. Jahrhundert zurückgebombt werden".
Im Juli 2023 antwortete Tolstoi auf die Frage der Journalistin Olga Skabejewa im TV-Sender Rossija 1 hinsichtlich der Beziehungen mit Rumänien und Bulgarien: "Wir werden bombardieren. Zuerst müssen wir mit der Ukraine fertig werden, dann werden wir in aller Ruhe bombardieren, auch Bosporus und Dardanellen. Die Kontrolle über das Schwarze Meer muss in den Händen der russischen Armee und Marine liegen!".
Am 23. Februar 2022 setzte die Europäische Union Tolstoi auf eine Sanktionsliste.

## Filmographie
- Vremya, 1968
- Vzglyad – Miscellaneous Crew (1994–1996)
- Dyadya Sasha, 2018